# Бентон (тауншип, Миннесота)
Бентон (англ. Benton) — тауншип в округе Карвер, Миннесота, США. На 2000 год его население составило 939 человек.

## География
По данным Бюро переписи населения США площадь тауншипа составляет 90,3 км², из которых 88,0 км² занимает суша, а 2,3 км² — вода (2,58 %).

## Демография
По данным переписи населения 2000 года здесь находились 939 человек, 307 домохозяйств и 249 семей.  Плотность населения —  10,7 чел./км².  На территории тауншипа расположено 311 построек со средней плотностью 3,5 построек на один квадратный километр. Расовый состав населения: 99,47 % белых, 0,11 % коренных американцев, 0,32 % азиатов, 0,11 % — других рас США. Испанцы или латиноамериканцы любой расы составляли 0,53 % от популяции тауншипа.
Из 307 домохозяйств в 38,8 % воспитывались дети до 18 лет, в 72,6 % проживали супружеские пары, в 4,2 % проживали незамужние женщины и в 18,6 % домохозяйств проживали несемейные люди. 15,0 % домохозяйств состояли из одного человека, при том 6,5 % из — одиноких пожилых людей старше 65 лет. Средний размер домохозяйства — 3,06, а семьи — 3,43 человека.
28,1 % населения — младше 18 лет, 9,6 % — в возрасте от 18 до 24 лет, 26,6 % — от 25 до 44, 23,6 % — от 45 до 64, и 12,0 % — старше 65 лет. Средний возраст — 37 лет. На каждые 100 женщин приходилось 115,4 мужчин.  На каждые 100 женщин старше 18 приходилось 116,3 мужчин.
Средний годовой доход домохозяйства составлял 62 574 доллара, а средний годовой доход семьи —  63 839 долларов. Средний доход мужчин —  38 173  доллара, в то время как у женщин — 28 917. Доход на душу населения составил 22 652 доллара. За чертой бедности находились 1,2 % семей и 2,6 % всего населения тауншипа, из которых 2,4 % младше 18 и 8,8 % старше 65 лет.